# NGC 1596
NGC 1596 este o galaxie lenticulară situată în constelația Peștele de Aur. A fost descoperită în 5 decembrie 1834 de către John Herschel. Se află la o distanță de 15,35 megaparseci de Pământ.